# 塔代伊·波加查
塔代伊·波加查（發音：[taˈdɛ́ːj pɔˈɡáːtʃaɾ] ⓘ；1998年9月21日—），斯洛文尼亚單車運動員，目前效力於國際自行車聯盟一級車隊阿聯酋航空車隊。
他获得2020年與2021年及2024年三屆環法自由車賽總冠軍，並在2020年与2021年稱霸紅點衫登山王與白衫最佳年輕車手，上一位能在同時稱霸三項環法自由車賽獎項的車手要追朔到1972年的「食人魔」埃迪·默克斯。
2019年以20歲年紀首次贏得UCI世界巡迴賽的2019年環加州自由車賽，成為國際自行車聯盟史上最年輕的賽事冠軍，同年在三大自行車環賽初登場，贏得2019年環西班牙自由車賽三項單站冠軍與最佳年輕車手。
2021年代表斯洛維尼亞隊參加日本舉行的2020年夏季奧林匹克運動會，並且在男子公路賽上獲得銅牌，成為史上第一位能夠在同賽季贏得環法自由車賽總冠軍與奧運獎牌的選手。
2024年第四度參加環法，並繼2020年和2021年後取得第三個環法總冠軍，也是繼1998年的馬爾科·潘塔尼以來，在同一年贏下環意和環法總冠軍的車手，且在兩個比賽同獲六項單站冠軍的佳績。同年九月他首次夺得2024年世界公路自行车锦标赛男子大组赛冠軍，成為歷史第三人在单赛季奪得环意+环法+世界公路自行车锦标賽三座冠軍(Triple Crown)。
2025年第五次參加環法賽事，不僅贏得四個賽段冠軍，最終以4分24秒的領先優勢，擊敗丹麥車手喬納斯·溫格高（Jonas Vingegaard），第四度奪得環法總冠軍。他也在環法賽中，贏得自己職業生涯中的第100勝，進一步鞏固他在現今自由車賽事的絕對地位。